# Tamara (voornaam)
Tamara is een meisjesnaam van  Arabische, Hebreeuwse, Italiaanse en Russische oorsprong. De naam is afgeleid van de Bijbelse naam Tamar, dat "palmboom", "dadelpalm" of "kruiden" betekende.
De naam wordt wel afgekort tot Tam of Tammy. Ook wordt de naam wel verbasterd tot Mara of Tara. Andere vormen van de naam zijn Tamra en Tamar.

## Bekende naamdraagsters
| A-L - Tamara van Ark (*1974) - Nederlandse minister - Tamara Bos (*1967) - Nederlandse kinderboekenschrijfster - Tamara Brinkman (*1978) - Nederlandse actrice - Tamara Bykova (*1958) - Russische hoogspringster - Tamar van den Dop (*1970) - Nederlandse actrice en regisseuse - Tamar van Georgië (~1160-1213) - heerseres over Georgië - Tamara Hoekwater (*1972) - Nederlandse zangeres - Tamara Larrea (*1973) - Cubaanse beachvolleybalspeelster - Tamara de Lempicka (1898-1980) - Poolse art-deco-schilderes | M-Z - Tamara Moskvina (*1941) - Russische kunstschaatsster - Tamara Press (1937-2021) - Sovjet-Oekraïense kogelstootster en discuswerpster - Tamara Seur (*1974) - Nederlandse tv-presentatrice - Tamara Todevska (*1985) - Macedonische zangeres - Tamara Tunie (*1959) - Amerikaanse actrice - Foske Tamar van der Wal (*1986) - Nederlandse schaatsster - Tamara Zidanšek (*1997) - Sloveense tennisster |

## Films met de titel Tamara
- Tamara (1968), Duitse film
- Tamara (2004), Hongaarse film
- Tamara (2005), Amerikaanse horrorfilm met in de hoofdrol Jenna Dewan
- Tamara (2016) 1 (La revanche d'une ronde !) (2016) en Tamara 2 (2018), Franse stripverfilmingen